# Jezioro Kielarskie

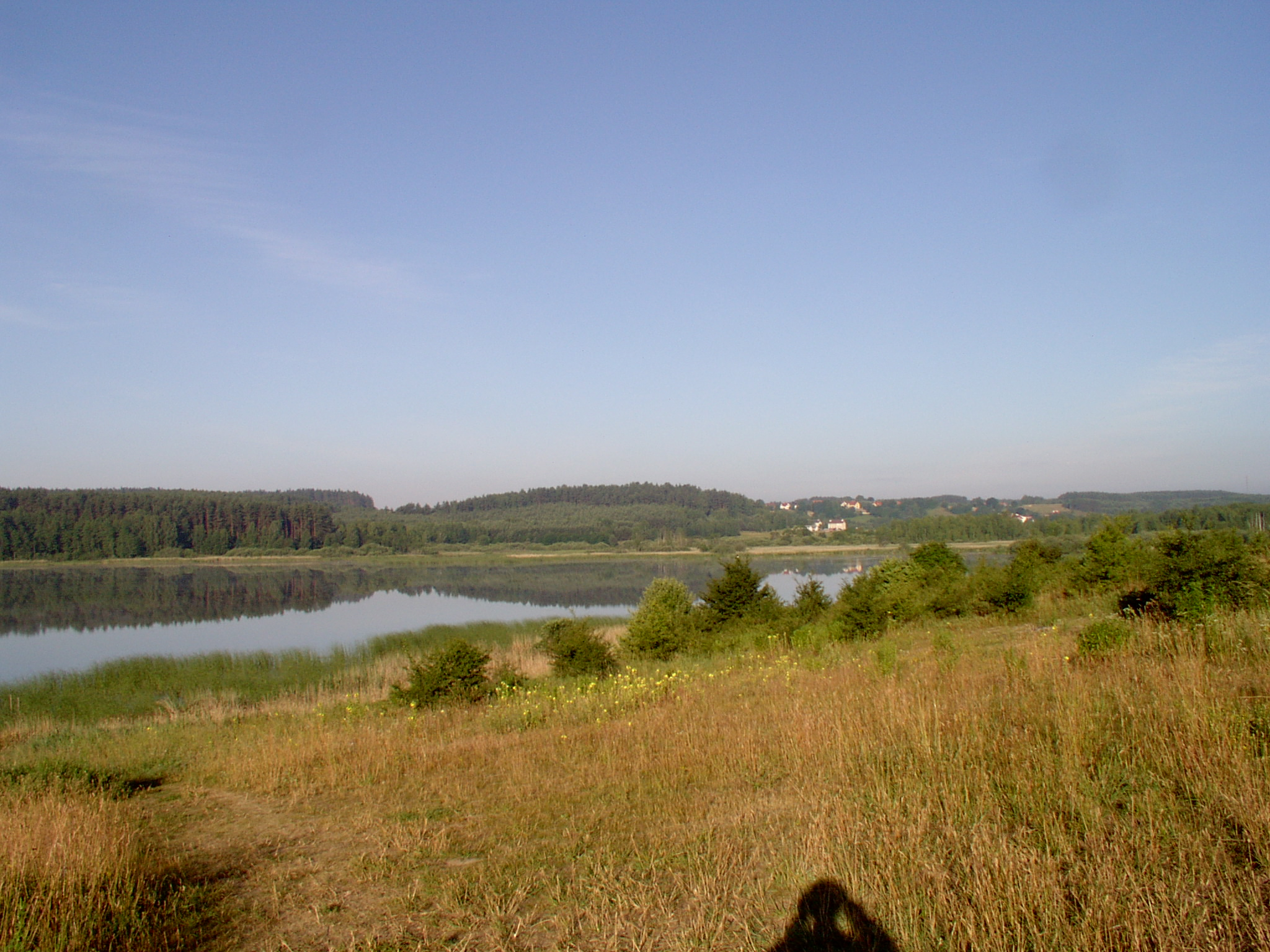
Jezioro Kielarskie, widok z Kielar

Jezioro Kielarskie, Kielary – płytkie, eutroficzne jezioro typu stawowego, położone koło wsi Ruś na Pojezierzu Olsztyńskim. Powierzchnia 49 ha, głębokość do 2 m, dno muliste. Linia brzegowa dobrze rozwinięta, tworzy półwyspy i zatoki. Roślinność wodna silnie rozwinięta: helofity (trzcina, sitowie, pałka wodna) zajmuje ok. 25% powierzchni, elodeidy (rogatek, rdestnice) – ok. 30% powierzchni jeziora.
- Gmina Stawiguda
- dorzecze: Łyna
- Brak wysp
- Długość linii brzegowej: 4500 m

Jezioro znajduje się na granicy dużego kompleksu leśnego – Lasy Purdzkie. W sąsiedztwie znajduje się Rezerwat przyrody Las Warmiński. Zachodnie brzegi są płaskie i trudno dostępne, zajęte przez bagna i trzęsawiska, pozostałe brzegi stosunkowo wysokie. Od północnej strony rozciągają się pola i łąki, brzegi wschodnie i południowe pokryte lasem.
Z północnej strony jeziora wpływa mały dopływ, niosący wody z pobliskiego jeziora Bartąg, natomiast w części północno-zachodniej wypływa ciek (silnie zarośnięty obecnie roślinnością) wpadający do rzeki Łyny. W wieku XVIII i XIX część drewna spławnego składowano w Jeziorze Kielarskim. Jezioro miało połączenie z rzeką Łyną. W 1852 roku spławiono z jeziora Kielarskiego 1530 pni drzewa, znacznie więcej w latach następnych.
Dawniej nad jeziorem istniał majątek rycerski Kielary. Obecnie znajduje się parking leśny zorganizowany przez nadleśnictwo Olsztyn. Nad brzegiem zbudowano pomost widokowy, a w jego pobliżu niemal 10-metrowa wieżę obserwacyjno-widokową i ścieżkę przyrodniczo-leśną „Zazdrość". Nad brzegiem znajdują się "Źródła Kielarskie", a w pobliżu zachowały się średniowieczne wały obronne. Wokół jeziora przebiega rowerowy szlak turystyczny.
Przez wieki jezioro znane było pod różnymi nazwami: Kellaren See (1922), Kellern (1595), Prawes, Prawszen (1432), Prausen (1378), Prawes (1363), Prawoszen (1374).